# Fernando Pereira
Fernando Pereira (10 maggio 1950 – 10 luglio 1985) è stato un fotografo portoghese naturalizzato olandese, membro di Greenpeace annegato il 10 luglio 1985 in un'operazione organizzata dai servizi segreti francesi e progettata per affondare la Rainbow Warrior, barca di Greenpeace nel porto di Auckland.

## Biografia
Pereira aveva lasciato il suo paese, il Portogallo, a metà degli anni 1970 per sfuggire alla coscrizione obbligatoria e non partecipò alla Guerra coloniale portoghese. Espatriò nei Paesi Bassi, dove si unì a Greenpeace per mettere a disposizione le sue qualità fotografiche per fini politici.
Fu membro di Greenpeace e scomparve dopo una missione di sei mesi come fotografo sulla Rainbow Warrior.
Annegò quando due esplosioni squarciarono lo scafo della Rainbow Warrior nel porto di Auckland. Il resto dell'equipaggio riuscì a mettersi in salvo, ma Pereira, tra la prima e la seconda esplosione si attardò per recuperare il materiale fotografico e non riuscì a salvarsi.
Pereira aveva celebrato il suo 35º compleanno nell'atollo di Rongelap nelle Isole Marshall con l'equipaggio della Arcobaleno Warrior e aveva progettato di andare all'Atollo di Mururoa per mostrare al mondo le immagini dei test nucleari francesi.
Due membri dei servizi segreti francesi, Dominique Prieur e Alain Mafart, che si erano finti degli sposini in viaggio di nozze, furono condannati per omicidio colposo da un tribunale della Nuova Zelanda. Vennero condannati a dieci anni di prigione e rimasero agli arresti in Polinesia per due anni. Fernando Pereira è stato un martire per Greenpeace ed i suoi sostenitori.

## Galleria d'immagini

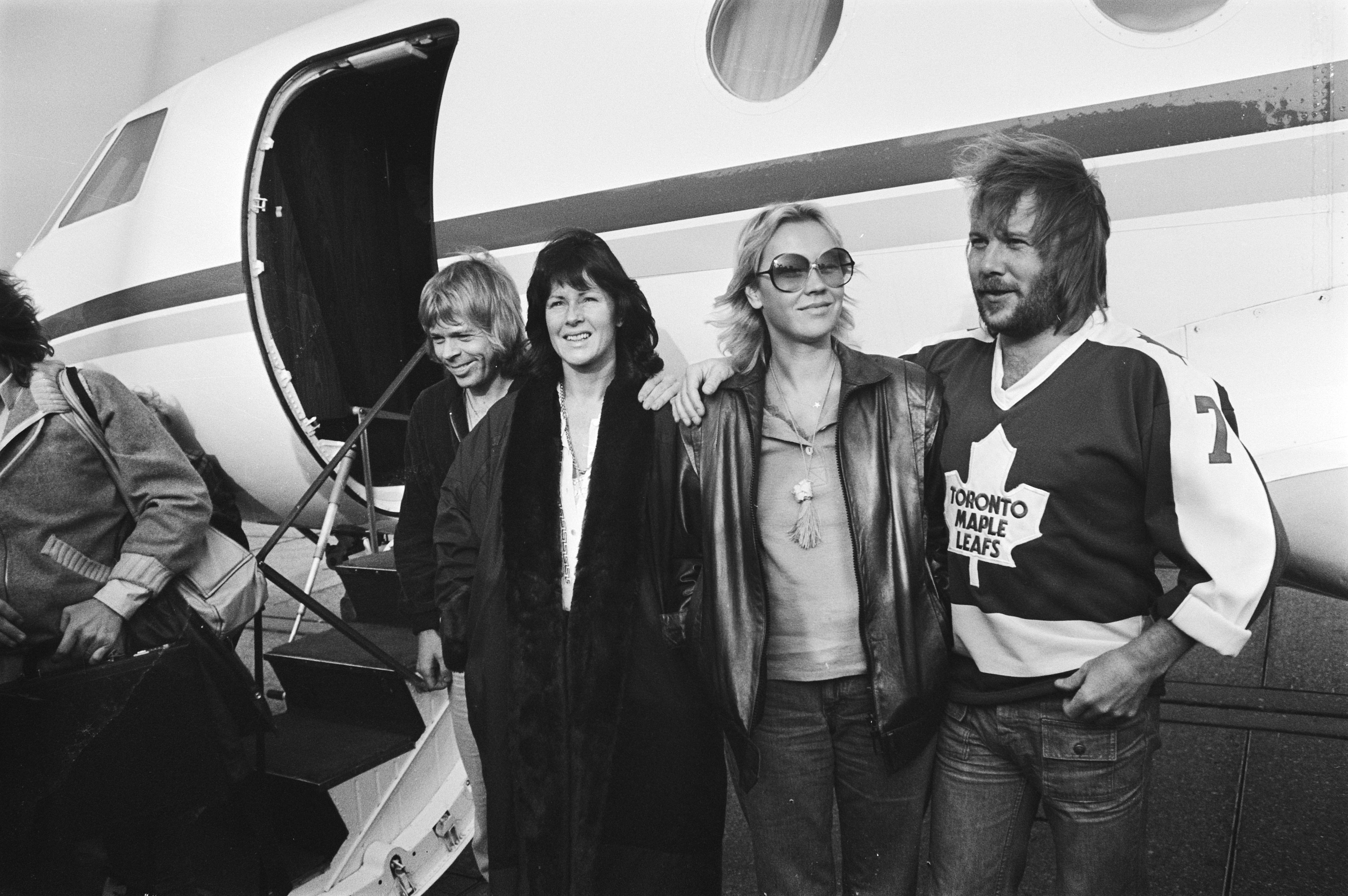
ABBA (1979)
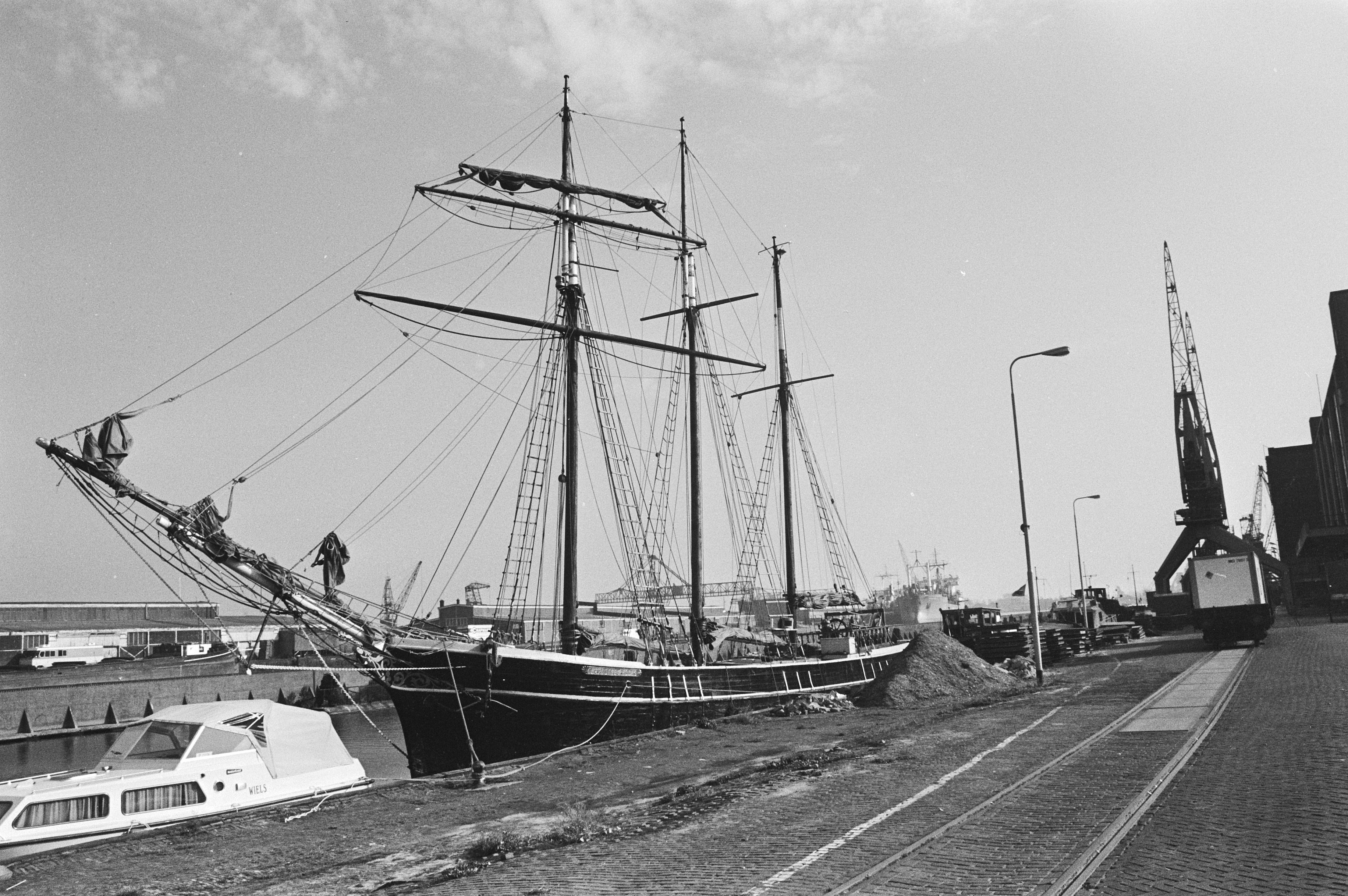
Charlotte Rhodes (1979)
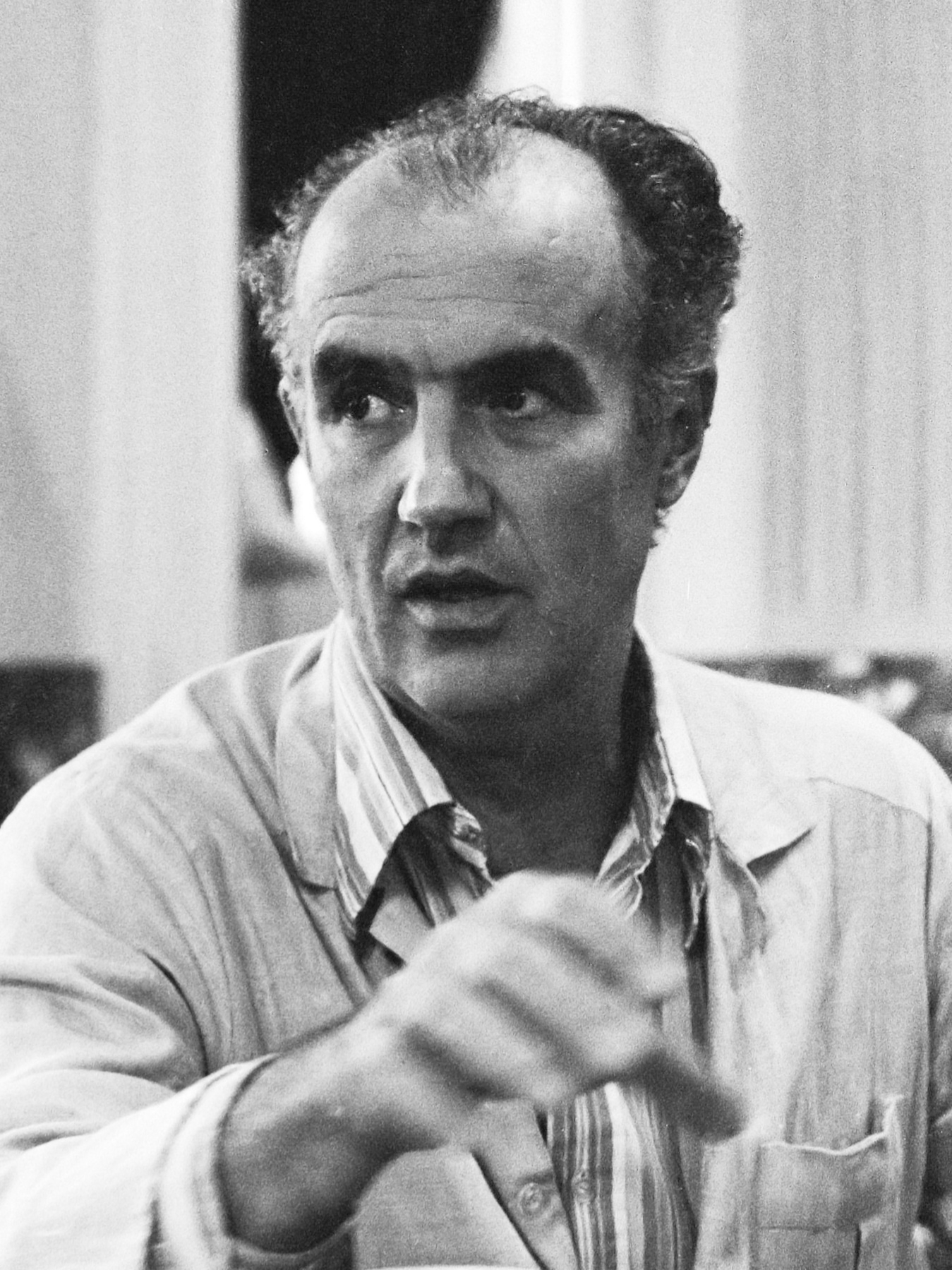
Luigi Nono (1979)
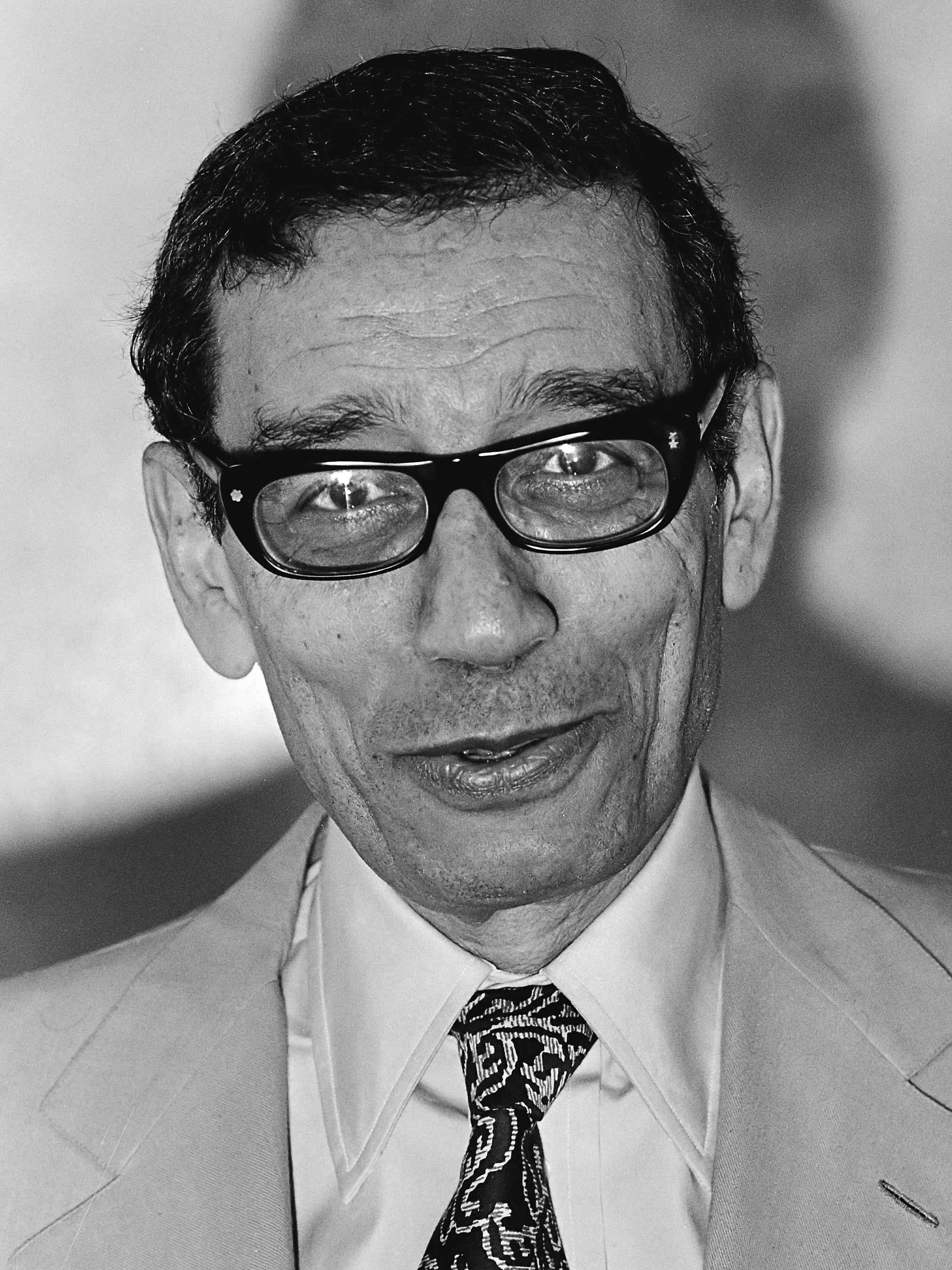
Boutros Boutros-Ghali (1980)
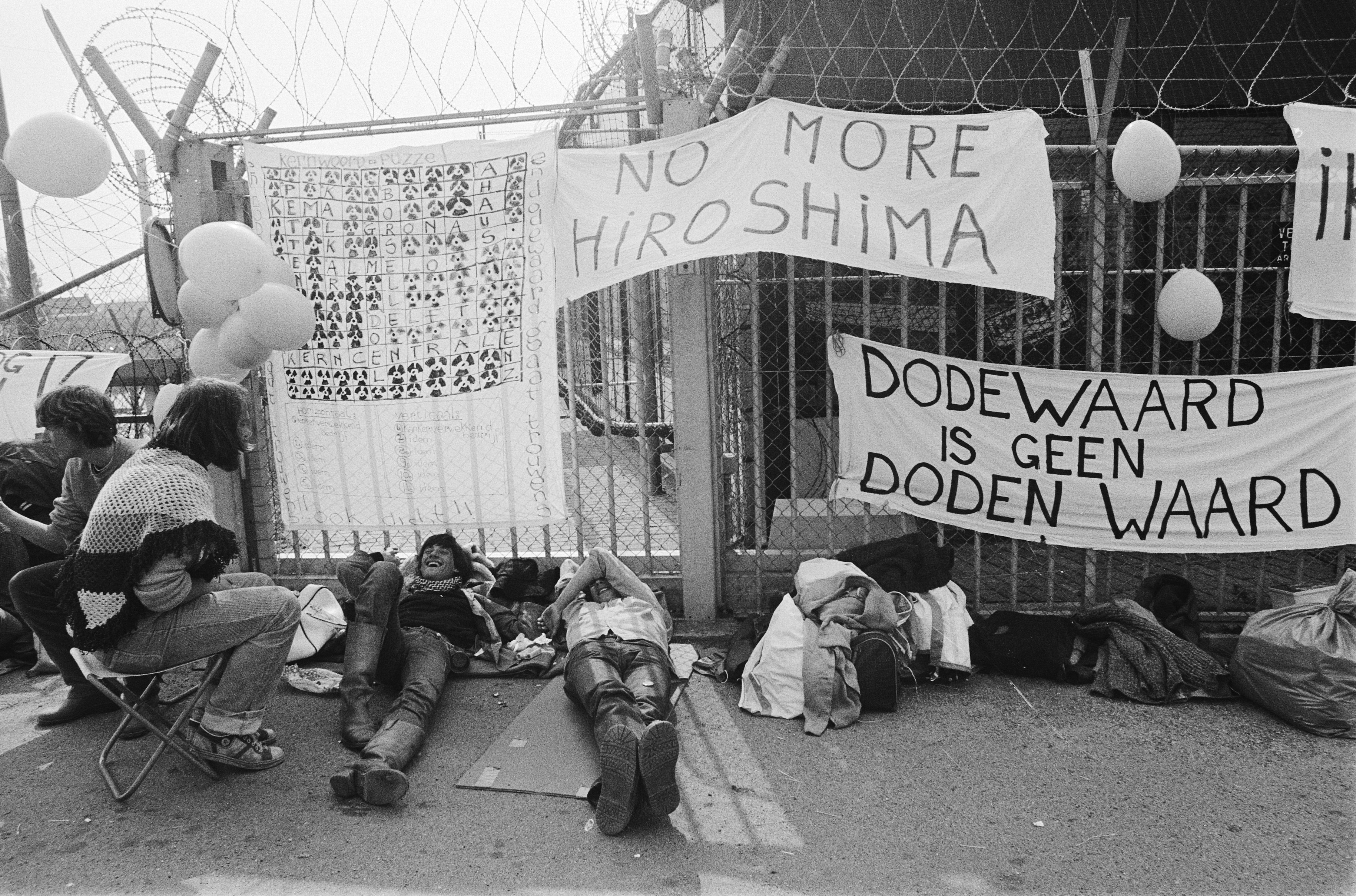
Dodewaard (1980)